# 니콜라 부알로

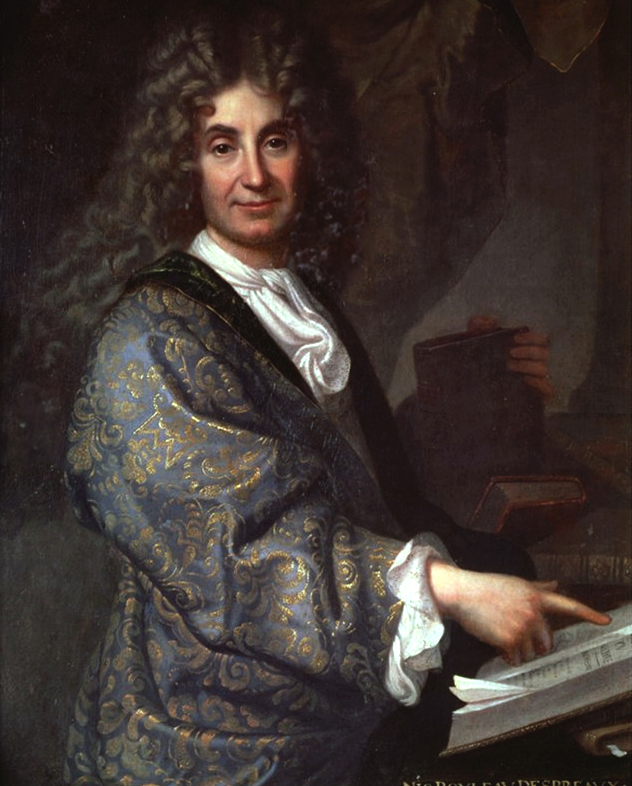

니콜라 부알로 데스프로(Nicolas Boileau-Despréaux, 1636년 11월 1일 – 1711년 3월 13일)는 프랑스의 시인·비평가이다. 파리 중급 관리의 아들로 태어나서 처음에 승직을 지망하였으나 법률을 배웠고 부친의 유산을 받아 20대 초부터 문학에 전념하였다. 풍자시인으로 문단에 등장하여 1667년 <풍자시집> 7편을 발표한 후 계속 증보(增補)하였다. 한편 고전주의의 이상을 논의하는 라모와뇽의 아카데미에 참가하여 그 영향을 받은 <시법>을 써서 루이 14세에게 인정을 받아 궁정에서 크게 세력을 얻었다. 1677년 라신과 더불어서 국왕의 수사관(修史官)으로 임명되었다. 골계적 서사시 <뤼트랭>(1674-83)은 당시의 문단에 물의를 불러일으켰다.
문학사상 점유하는 보왈로의 위치는 프랑스 고전주의 이론의 집대성자로서 후세에 그것을 전했으며, ‘신구 논쟁’에 있어서 고대문학파의 영수로 활약한 사실보다도 동시대의 몰리에르나 라신 등의 고전주의 작가를 강력하게 옹호한 비평가로서 규정지워야 할 것이다.